# 久格萨莱
久格萨莱（Jugsalai），是印度贾坎德邦东新奔县的一个乡镇和商业中心。

## 人口
该地2001年总人口46061人，其中男性24028人，女性22033人；0—6岁人口6217人，其中男3222人，女2995人；识字率71.87%，其中男性为76.54%，女性为66.78%。

## 市民行政
该地区的第一个警察局于1912年在久格萨莱开设。